# Soulcalibur (serie)
Soulcalibur (ソウルシリーズ Sōru Shirīzu?) es una serie de videojuego de lucha basados en armas cuerpo a cuerpo con una historia fantástica, de Namco Bandai Games. La serie gira en torno a una espada que, después de años de derramamiento de sangre y odio, obtiene su propia alma, la Soul Edge, y la espada para contrarrestarla, Soul Calibur. La principal particularidad de esta serie es que cada personaje tiene su propia y única arma, y un estilo de lucha variado.

## Videojuegos
| Título          | Año  | Plataformas                                              |
| --------------- | ---- | -------------------------------------------------------- |
| Soul Edge       | 1995 | Arcade y PlayStation.                                    |
| Soulcalibur     | 1998 | Arcade y Dreamcast. Xbox Live Arcade (2008). iOS (2012). |
| Soulcalibur II  | 2002 | Arcade, PlayStation 2, Xbox y Nintendo GameCube.         |
| Soulcalibur III | 2005 | Arcade y PlayStation 2.                                  |
| Soulcalibur IV  | 2008 | Xbox 360 y PlayStation 3.                                |
| Soulcalibur V   | 2012 | Xbox 360 y PlayStation 3.                                |
| Soulcalibur VI  | 2018 | PlayStation 4, Xbox One y Microsoft Windows.             |

| Título                        | Año        | Plataformas                                         |
| ----------------------------- | ---------- | --------------------------------------------------- |
| Soulcalibur Legends           | 2007       | Wii.                                                |
| Soulcalibur: Broken Destiny   | 2009; 2023 | PlayStation Portable, PlayStation 4 , PlayStation 5 |
| Soulcalibur: Lost Swords      | 2014       | PlayStation Network.                                |
| Soulcalibur: Unbreakable Soul | 2014       | iOS.                                                |

## Personajes

### Principales
| Personaje                      | Videojuegos    | Videojuegos    | Videojuegos    | Videojuegos     | Videojuegos    | Videojuegos    | Videojuegos    |
| Personaje                      | Soul Edge      | Soulcalibur    | Soulcalibur II | Soulcalibur III | Soulcalibur IV | Soulcalibur V  | Soulcalibur VI |
| ------------------------------ | -------------- | -------------- | -------------- | --------------- | -------------- | -------------- | -------------- |
| Abyss                          |                |                |                | Desbloqueable   |                |                |                |
| Algol                          |                |                |                |                 | Desbloqueable  | Desbloqueable  |                |
| Amy                            |                |                |                | Desbloqueable   | Desbloqueable  |                | DLC            |
| Astaroth                       |                | Plantilla base | Plantilla base | Plantilla base  | Plantilla base | Plantilla base | Plantilla base |
| Azwel                          |                |                |                |                 |                |                | Plantilla base |
| Cassandra Alexandra            |                |                | Plantilla base | Plantilla base  | Plantilla base |                | DLC            |
| Cervantes de León              | Plantilla base | Desbloqueable  | Desbloqueable  | Desbloqueable   | Desbloqueable  | Plantilla base | Plantilla base |
| Chai Xianghua                  |                | Plantilla base | Plantilla base | Plantilla base  | Plantilla base |                | Plantilla base |
| Charade                        |                |                | Desbloqueable  | Enemigo         |                |                |                |
| Edge Master                    |                | Desbloqueable  |                |                 |                | Desbloqueable  |                |
| Elysium                        |                |                |                |                 |                | Desbloqueable  |                |
| Geo Dampierre                  |                |                |                |                 |                | Desbloqueable  |                |
| Grøh                           |                |                |                |                 |                |                | Plantilla base |
| Heishiro Mitsurugi             | Plantilla base | Plantilla base | Plantilla base | Plantilla base  | Plantilla base | Plantilla base | Plantilla base |
| Hildegard "Hilde" von Krone    |                |                |                |                 | Plantilla base | Plantilla base | DLC            |
| Hong Yun-seong                 |                |                | Plantilla base | Plantilla base  | Desbloqueable  |                |                |
| Hwang Seong-gyeong             | Plantilla base | Desbloqueable  |                | Desbloqueable   |                |                | DLC            |
| Inferno                        | Desbloqueable  | Desbloqueable  | Jefe           | Jefe            |                |                | Desbloqueable  |
| Isabella "Ivy" Valentine       |                | Plantilla base | Plantilla base | Plantilla base  | Plantilla base | Plantilla base | Plantilla base |
| Kilik                          |                | Plantilla base | Plantilla base | Plantilla base  | Plantilla base | Desbloqueable  | Plantilla base |
| Li Long                        | Plantilla base |                |                | Desbloqueable   |                |                |                |
| Lizardman (Aeon Calcos)        |                | Desbloqueable  |                | Desbloqueable   | Desbloqueable  | Plantilla base | Enemigo        |
| Maxi                           |                | Plantilla base | Plantilla base | Plantilla base  | Plantilla base | Plantilla base | Plantilla base |
| Nathaniel William "Rock" Adams | Plantilla base | Desbloqueable  |                | Desbloqueable   | Desbloqueable  |                |                |
| Natsu                          |                |                |                |                 |                | Plantilla base |                |
| Necrid                         |                |                | Plantilla base |                 |                |                |                |
| Night Terror                   |                |                |                | Jefe            |                |                |                |
| Nightmare                      |                | Plantilla base | Plantilla base | Plantilla base  | Plantilla base | Plantilla base | Plantilla base |
| Olcadan                        |                |                |                | Desbloqueable   |                |                |                |
| Patroklos Alexandra            |                |                |                |                 |                | Plantilla base |                |
| α Patroklos                    |                |                |                |                 |                | Desbloqueable  |                |
| Pyrrha Alexandra               |                |                |                |                 |                | Plantilla base |                |
| Pyrrha Ω                       |                |                |                |                 |                | Desbloqueable  |                |
| Raphael Sorel                  |                |                | Plantilla base | Plantilla base  | Plantilla base | Plantilla base | Plantilla base |
| Seong Han-myeong               | Desbloqueable  |                |                |                 |                |                |                |
| Seong Mi-na                    | Plantilla base | Desbloqueable  | Desbloqueable  | Plantilla base  | Desbloqueable  |                | Plantilla base |
| Setsuka                        |                |                |                | Plantilla base  | Desbloqueable  |                | DLC            |
| Siegfried Schtauffen           | Plantilla base | Desbloqueable  | Apariencia     | Plantilla base  | Plantilla base | Plantilla base | Plantilla base |
| Sophitia Alexandra             | Plantilla base | Plantilla base | Desbloqueable  | Desbloqueable   | Desbloqueable  |                | Plantilla base |
| Taki                           | Plantilla base | Plantilla base | Plantilla base | Plantilla base  | Plantilla base |                | Plantilla base |
| Talim                          |                |                | Plantilla base | Plantilla base  | Desbloqueable  |                | Plantilla base |
| Tira                           |                |                |                | Plantilla base  | Plantilla base | Plantilla base | DLC            |
| Viola                          |                |                |                |                 |                | Plantilla base |                |
| Voldo                          | Plantilla base | Plantilla base | Plantilla base | Plantilla base  | Plantilla base | Plantilla base | Plantilla base |
| Xiba                           |                |                |                |                 |                | Plantilla base |                |
| Yan Leixia                     |                |                |                |                 |                | Plantilla base |                |
| Yoshimitsu                     |                | Desbloqueable  | Desbloqueable  | Desbloqueable   | Desbloqueable  | Plantilla base | Plantilla base |
| Z.W.E.I.                       |                |                |                |                 |                | Plantilla base |                |
| Zasalamel                      |                |                |                | Plantilla base  | Desbloqueable  |                | Plantilla base |

### Invitados y bonus
| Videojuego      | Personaje        | Origen              | Notas                                             |
| --------------- | ---------------- | ------------------- | ------------------------------------------------- |
| Soulcalibur II  | Heihachi Mishima | Tekken              | Plantilla base, exclusivo de PlayStation 2        |
| Soulcalibur II  | Link             | The Legend of Zelda | Plantilla base, exclusivo de GameCube             |
| Soulcalibur II  | Spawn            | Image Comics        | Plantilla base, exclusivo de Xbox                 |
| Soulcalibur III | KOS-MOS          | Xenosaga            | Solo su apariencia en creación de personajes      |
| Soulcalibur IV  | Darth Vader      | Star Wars           | Plantilla base en PS3, DLC en Xbox 360            |
| Soulcalibur IV  | The Apprentice   | Star Wars           | Desbloqueable                                     |
| Soulcalibur IV  | Yoda             | Star Wars           | Plantilla base en Xbox 360, DLC en PS3            |
| Soulcalibur V   | Devil Jin        | Tekken              | Solo su estilo de pelea en creación de personajes |
| Soulcalibur V   | Ezio Auditore    | Assassin's Creed II | Plantilla base                                    |
| Soulcalibur VI  | 2B               | NieR: Automata      | Personaje DLC                                     |
| Soulcalibur VI  | Geralt de Rivia  | The Witcher         | Plantilla base                                    |
| Soulcalibur VI  | Haohmaru         | Samurai Shodown     | Personaje DLC                                     |

| Soulcalibur II                                | Soulcalibur III | Soulcalibur IV                                                |
| --------------------------------------------- | --- | ------------------------------------------------------------- |
| - Assassin - Berserker - Lizardman (genérico) | - Abelia Schillfelt - Aurelia Dichala Dolce - Chester - Demuth Beel Zebus - Girardot Argezas - Greed - Hualin - Luna - Lynette - Miser - Revenant - Strife Astlar - Valeria | - Angol Fear - Ashlotte - Kamikirimusi - Scheherazade - Shura |

## Recepción
La serie Soulcalibur se ha convertido en una de las franquicias de juegos de lucha más populares y exitosas. A partir de 2012, la serie Soulcalibur ha vendido más de 13 millones de unidades en todo el mundo.

## Otros medios

### Libros
Un manga de cinco volúmenes basado en Soulcalibur se publicó en 1999. Una novela de dos volúmenes fue escrita por Tobita Mandom (supervisada por Project Soul), ilustrada por JUNNY y publicada por Shueisha en Japón en 2012. Libros fueron publicados en Japón. para varias entregas de la serie por Namco, Enterbrain, Gamest, Nintendo y V Jump.

### Proyecto de adaptación de la película
Durante la primavera de 2001, la estrella de cine de artes marciales Sammo Hung anunció planes para una adaptación cinematográfica de Soulcalibur titulada Soul Calibur: The Movie. La película iba a ser dirigida por Hung y sería producida por Alan Noel Vega, Michael Cerenzie, Sam Kute y Joseph Jones. Según una declaración publicada en su sitio web, el presupuesto de la película tendría que ser de $50 millones, las ubicaciones incluirían Europa del Este y China, y los efectos especiales serían realizados por Rhythm and Hues Studios debido a su relación con Namco. En 2004, Sony de Warren Zide Anthem Pictures adquirió los derechos para adaptar el juego a la película, que sería producido por Matthew Rhodes y Noel Vega y lanzado en 2007. Se ha dicho que la trama de la película "gira en torno a dos guerreros elegidos por Monjes Shaolin para recuperar y destruir una espada poderosa que ha caído en manos de un príncipe malvado que planea usarla para abrir las puertas del infierno y destruir el mundo". El sitio web teaser ahora difunto para la película (soulcaliburthemovie.com) contenía una cita de Nostradamus. La película sigue en desarrollo.

### En la música
Mitsuruggy toma su nombre del personaje del videojuego.